# North Creake

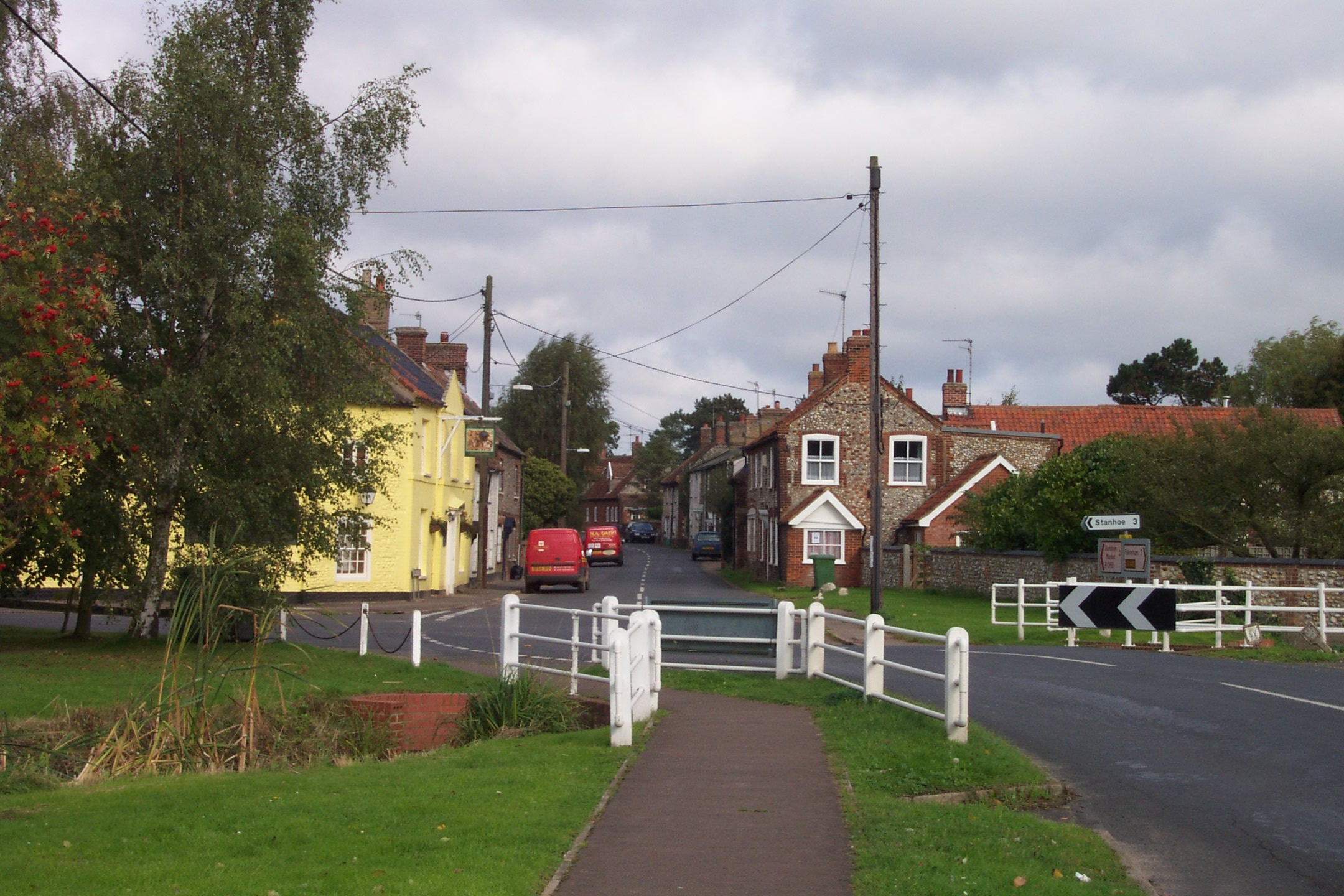
O centro do vilarejo e o Jolly Farmers pub.

North Creake é um vilarejo localizado a noroeste de Norfolk, Inglaterra. Fica a 3 milhas ao sul de Burnham Market e a 5 milhas da costa norte de Norfolk. A 2 milhas mais ao sul está o vilarejo "gêmeo" de North Creake, South Creake.
Possui uma área de 14.99 km² e, de acordo com o Censo demográfico do Reino Unido do ano de 2001, e tem uma população de 414 habitantes e 184 residências. O vilarejo contém uma igreja, um pub e uma agência de correio. A maior parte das terras agriculturais em volta de North Creake, bem como muitas de suas casas, pertencem a Charles Spencer, 9° Conde Spencer (irmão de Diana, Princesa de Gales), o qual conseqüentemente tem uma grande influência no lugar. No entanto, a propriedade ancestral do conde localiza-se a milhas de distância, em Althorp, Northamptonshire.
Na noite de 27 de abril de 1944, durante a Segunda Guerra Mundial, um De Havilland Mosquito, uma aeronave de reconhecimento, bateu no centro do vilarejo matando o piloto, John Edward Mathias, e o navegador, Thomas Wilson Irwin, ambos de vinte e três anos. No aniversário de cinqüenta anos da batida, em 2004, uma placa no local aproximado do acidente foi posta por um guarda de honra e outros dignitários da Royal Air Force, incluindo parentes e amigos dos mortos. 